# Porte des Roches
La porte des Roches est une porte de ville située à Saint-Flour, dans le département du Cantal.

## Histoire
La porte ogivale, voûtée et située dans une tour rectangulaire appartenant à l'ancienne enceinte, a fait l'objet d'une restauration au XIVe siècle dans le cadre de la rénovation des remparts pour renforcer la défense contre les Anglais. Cette restauration a été source de conflits entre les consuls et le seigneur évêque. En raison des troubles de la Praguerie en 1439, la porte a été murée et n'a été rouverte qu'en 1601.

## Protection
La porte des Roches est inscrite au titre des monuments historiques par arrêté du 19 mai 1927.